# Lyric Theatre
Pour l’article homonyme, voir Lyric Theatre (New York).

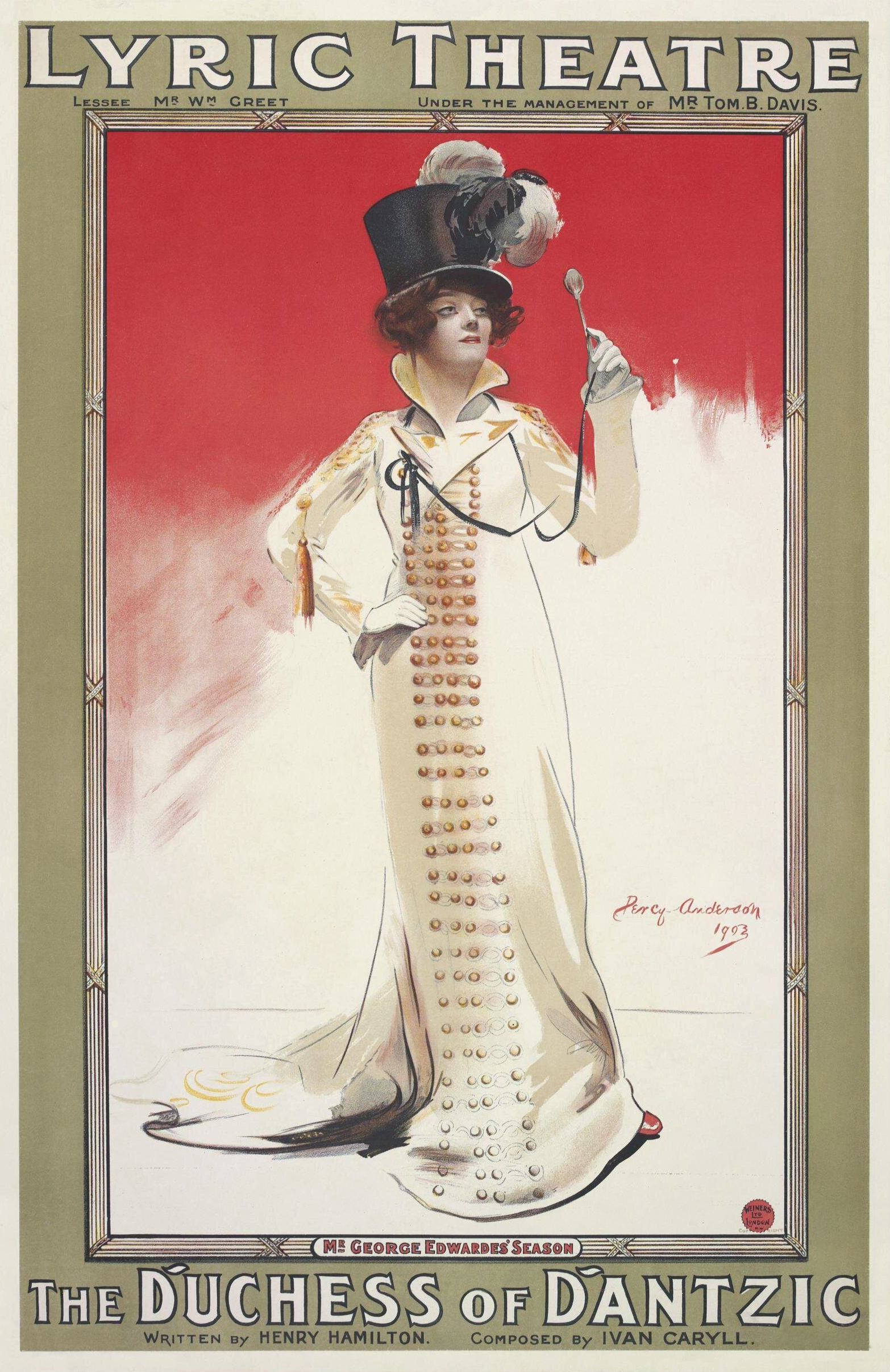
Affiche pour The Duchess of Dantzic, 1903. C'est un opéra comique avec une musique de Ivan Caryll. Elle est conservée au Victoria and Albert Museum.

Le Lyric Theatre est un théâtre du West End sur Shaftesbury Avenue dans la Cité de Westminster à Londres.